# Broken Wings (Alter Bridge)
Broken Wings è un singolo del gruppo musicale statunitense Alter Bridge, pubblicato il 28 marzo 2005 come terzo estratto dal primo album in studio One Day Remains.

## Video musicale
Il videoclip ha come protagonista un signore con soprabito e capelli neri che, dopo aver tramortito e infilato nel portabagagli un ragazzo che stava chiedendo l'autostop, arriva in un vecchio albergo diroccato dove avvengono diversi episodi strani. L'uomo è interpretato dall'attore Paul Guilfoyle, noto per il suo ruolo nella serie televisiva CSI - Scena del crimine.

## Tracce
CD promozionale (Stati Uniti)
1. Broken Wing (Edit) – 4:27
2. Broken Wings – 5:06

## Formazione
Gruppo
- Myles Kennedy – voce, arrangiamento
- Mark Tremonti – chitarra, voce, arrangiamento
- Brian Marshall – basso, arrangiamento
- Scott Phillips – batteria, arrangiamento

Altri musicisti
- Jamie Muhoberac – tastiera, programmazione
- Blumpy – tastiera, programmazione
- David Campbell – arrangiamento strumenti ad arco

Produzione
- Ben Grosse – produzione, registrazione, missaggio
- Alter Bridge – coproduzione
- Blumpy – ingegneria del suono digitale, montaggio digitale
- Adam Barber – ingegneria del suono digitale, montaggio digitale
- Shilpa Patel – montaggio aggiuntivo, assistenza tecnica
- Jack Odom – assistenza alla registrazione
- Shaun Evans – assistenza alla registrazione
- Paul Pavao, Chuck Bailey – assistenza al missaggio
- Tom Baker – mastering

## Classifiche
| Classifica (2005)             | Posizione massima |
| ----------------------------- | ----------------- |
| Stati Uniti (mainstream rock) | 29                |